# Jelisiejenki (rejon diemidowski)
Jelisiejenki (ros. Елисеенки) – wieś (ros. деревня, trb. dieriewnia) w zachodniej Rosji, w osiedlu wiejskim Zaborjewskoje rejonu diemidowskiego w obwodzie smoleńskim.

## Geografia
Miejscowość położona jest nad rzeką Połowja, 2 km od drogi regionalnej 66N-0504 (Prżewalskoje – Chołm – 66K-11), 6,5 km od centrum administracyjnego osiedla wiejskiego (Zaborje), 9,5 km od centrum administracyjnego rejonu (Diemidow), 70,5 km od stolicy obwodu (Smoleńsk), 40 km od granicy z Białorusią.
W granicach miejscowości znajduje się ulica Sosnowaja (1 posesja).

## Demografia
W 2010 r. miejscowość zamieszkiwała 1 osoba.

## Historia
W czasie II wojny światowej od lipca 1941 roku wieś była okupowana przez hitlerowców. Wyzwolenie nastąpiło we wrześniu 1943 roku.
Na mocy uchwały z dnia 28 maja 2015 roku wszystkie miejscowości (w tym Jelisiejenki) zlikwidowanej jednostki administracyjnej Karcewskoje weszły w skład osiedla wiejskiego Zaborjewskoje.